# Perisphinctidae
Perisphinctidae es una familia de amonitas discoidales del Jurásico Medio y Superior en el orden Ammonitida. Tienen una morfología de caparazón que es en su mayoría evoluta, típicamente con nervaduras biplicadas, simples o triplicadas. Las formas grandes tienen aberturas simples y cámaras corporales lisas, mientras que las formas pequeñas tienen solapas y cámaras corporales estriadas.
Las amonitas de Perisphinctidae se derivaron de los ancestrales Stephanoceratidae en el Jurásico Medio Bajociense: las ammonites perisfinctidas variaron desde el Bajociense hasta el Tithoniano al final del Jurásico. Esta familia forma la raíz de Perisphinctoidea que dio lugar directa o indirectamente a las otras familias de perisfinctoides.
El Tratado sobre Paleontología de Invertebrados (Parte L, 1957) incluye las subfamilias Leptosphinctinae, Zigzagiceratinae, Pseudoperisphincinae, Perisphinctinae, Aataxioceratinae, Aataxioceratinae, Aulocostephaninae, Virgostephanitinae, Dorsophaninae, Virgostephanitinae, Dorsophaninae, Virgostephanitinae, Dorsophaninae y Perisphinctinae. Donovan et al también reconoce las subfamilias Leptosphinctinae, Zigzagiceratinae, Pseudoperisphincinae y Perisphinctinae, pero omite las otras, agregando en su lugar Epipletoceratinae e Idoceratinae.
Epipeltoceratinae se basa en Epipletoceras, un género de Aspidoceratidae en el tratado, (subfamilia Peltoceratinae). Idoceratinae se basa en Idoceras, un género en, según el tratado, Ataxioceratinae polifilético. Donovan et al separan Aulocostephaninae, incluyendo Pictoniinae, como Aulocosphanidae. Las subfamilias Virgostephaninae, Dorsoplanitinae y Virgatitinae están por lo tanto separadas también como familias separadas todas del Jurásico Superior.